# 吉龙草
吉龙草（学名：Elsholtzia communis）为唇形科香薷属下的一个种。

## 扩展阅读
- 維基物種上的相關：吉龙草